# Krapje
Krapje est un village de la municipalité de Jasenovac (comitat de Sisak-Moslavina) en Croatie. Au recensement de 2011, le village comptait 144 habitants.